# باول بروف
باول بروف (بالإنجليزية: Paul Brough)‏ هو لاعب كرة قدم بريطاني، ولد في 24 يناير 1965 في يورك في المملكة المتحدة. لعب مع نادي يورك سيتي.